# Gösselsdorf (Gemeinde Eberndorf)
Gösselsdorf (slowenisch Goselna vas) ist ein Dorf und eine Katastralgemeinde in der Gemeinde Eberndorf im Bezirk Völkermarkt in Kärnten (Österreich). Es hat derzeit 611 Einwohner (Stand 2024).

## Geografie

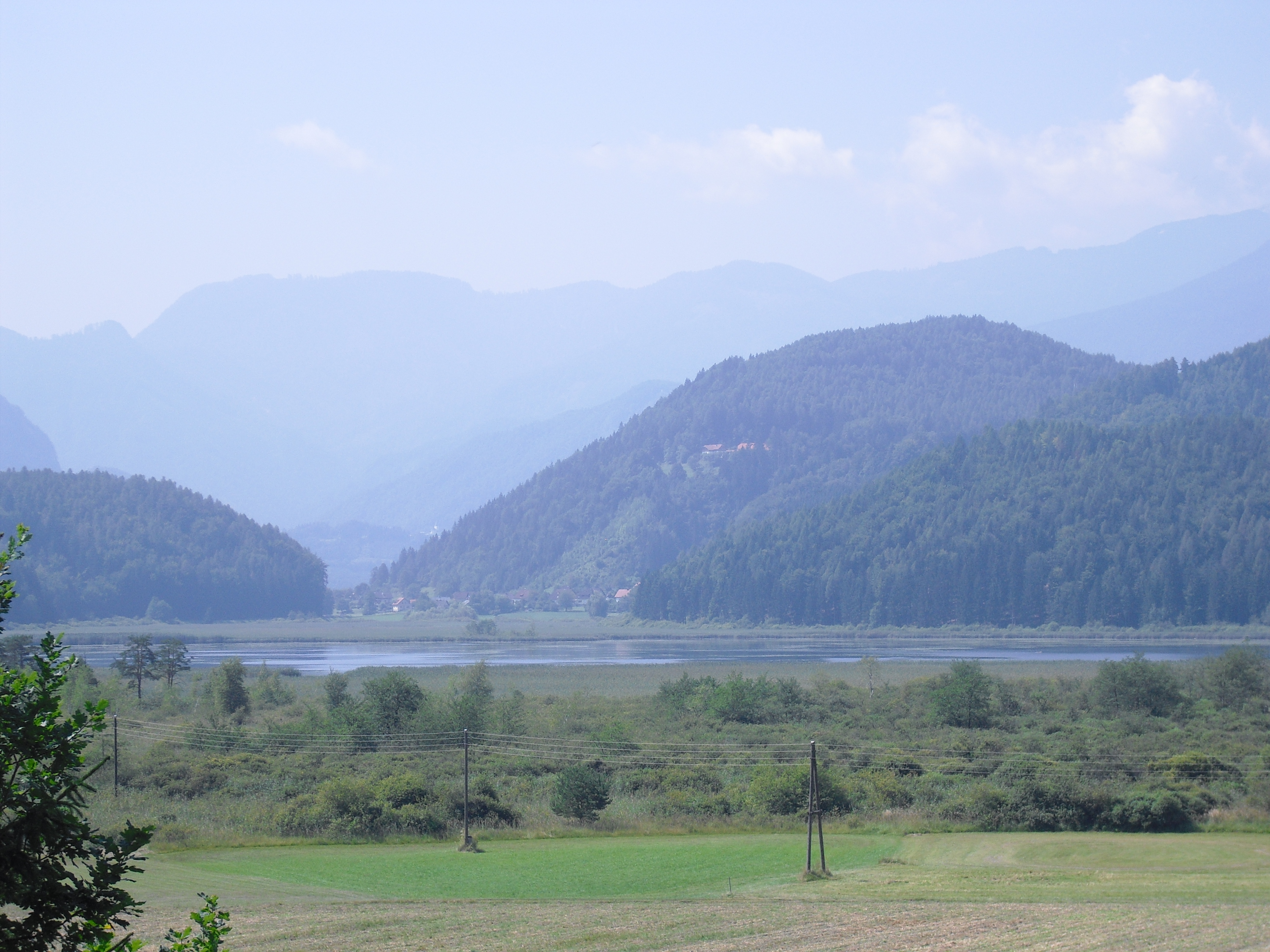
Gösselsdorfer See

Der Ort liegt im Jaunfeld auf 469 m ü. A. Der Ort wird von dem Suchabach durchflossen.
Zum Ort gehört der Gösselsdorfer See, wo jedes Jahr im Juli der Gösselsdorfersee Volkstriathlon veranstaltet wird.

## Geschichte
Gösselsdorf wurde in den Jahren 995–1005 erstmals urkundlich erwähnt und ist somit die älteste urkundlich erwähnte Ortschaft der Gemeinde Eberndorf.
Faktisch wird der Ort durch die Seeberg Straße (B 82), die dem Verlauf der ehemaligen Vellachtalbahn folgt, in einen östlichen und westlichen Ortsteil getrennt.
Der östliche Ortsteil kann historisch als der ältere Ortsteil betrachtet werden. Hier befinden sich u. a. Dorfkirche und Dorfplatz. Das Ortsbild ist zum Teil durch Bauernhäuser geprägt.
Der westliche Ortsteil ist der neuere Ortsteil. Hier befinden sich u. a. das Sonnencamp und der Gösselsdorfer See.

## Sehenswürdigkeiten und Kultur

### Dorfkirche

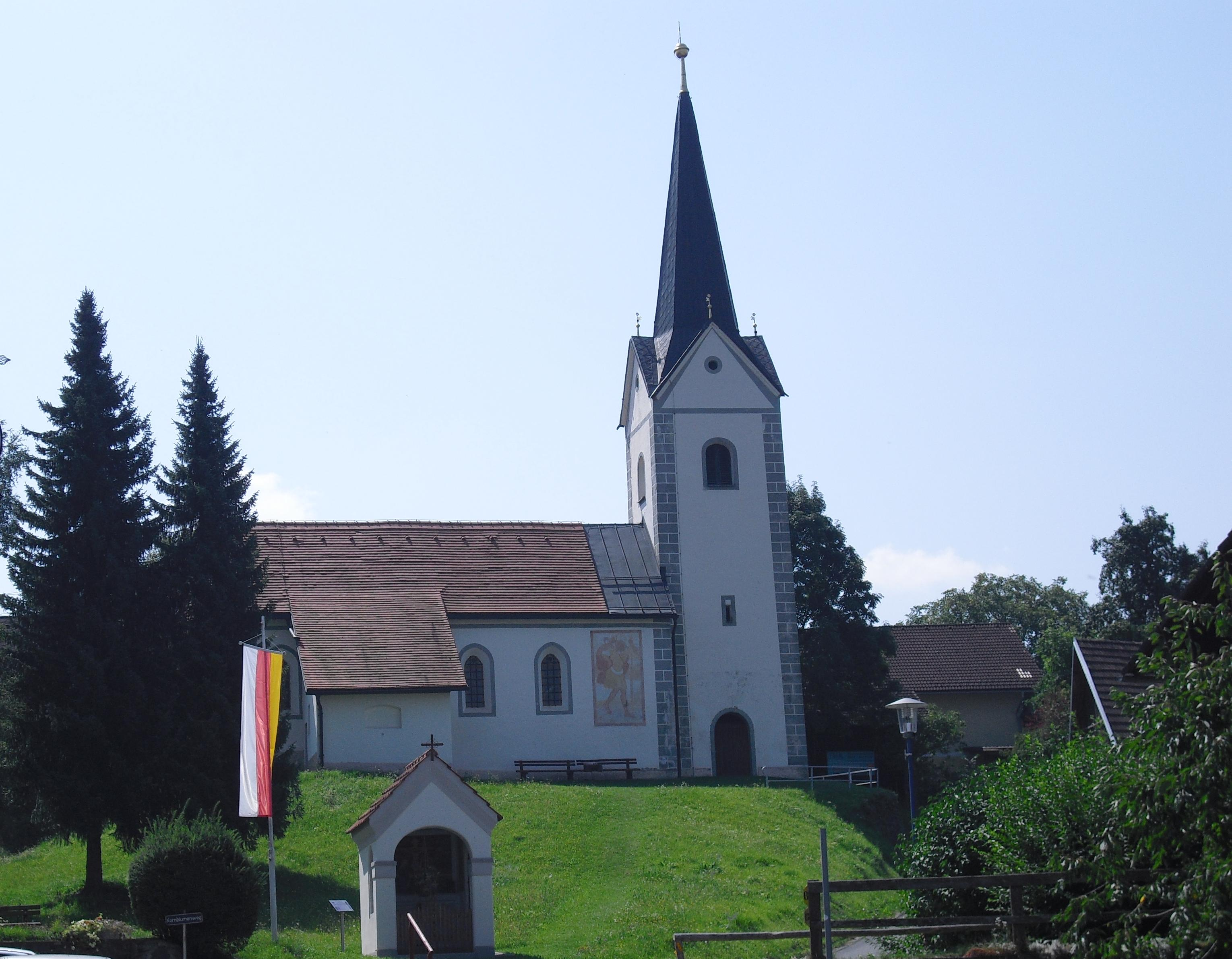
Kirche

Die Filialkirche hl. Antonius und Lambert, erstmals 1154 erwähnt, ist ein spätgotischer Bau mit teilweise romanischem Mauerwerk im Langhaus sowie barocker Sakristei und Turm.

### Dorfplatz
Der Dorfplatz liegt im östlichen Ortsteil, an einer Straßenkreuzung der (alten) Seeberg-Straße. Im Mittelpunkt befindet sich ein Brunnen mit einer handgeschnitzten Holzfigur, die einen mannshohen Fisch in den Händen hält.

### Regelmäßige Veranstaltungen
- Triathlon
- Bauernmarkt (Verkauf regionaler landwirtschaftlicher Produkte)

### Tradition und Brauchtum
Der vor allem im alpenländischen Raum verbreitete Brauch, im Dezember und Januar als Perchten aufzutreten, wird auch in Gösselsdorf gepflegt. Diese Tradition wird unter anderem vom Nachwuchs aufrechterhalten. Seit 2008 existiert hierfür die 1. Gösselsdorfer Kinderperchtengruppe, die im gleichen Jahr den ersten Kinderperchtenlauf veranstaltete und seitdem alljährlich durchgeführt wird.

## Wirtschaft und Infrastruktur

### Straßenanbindung

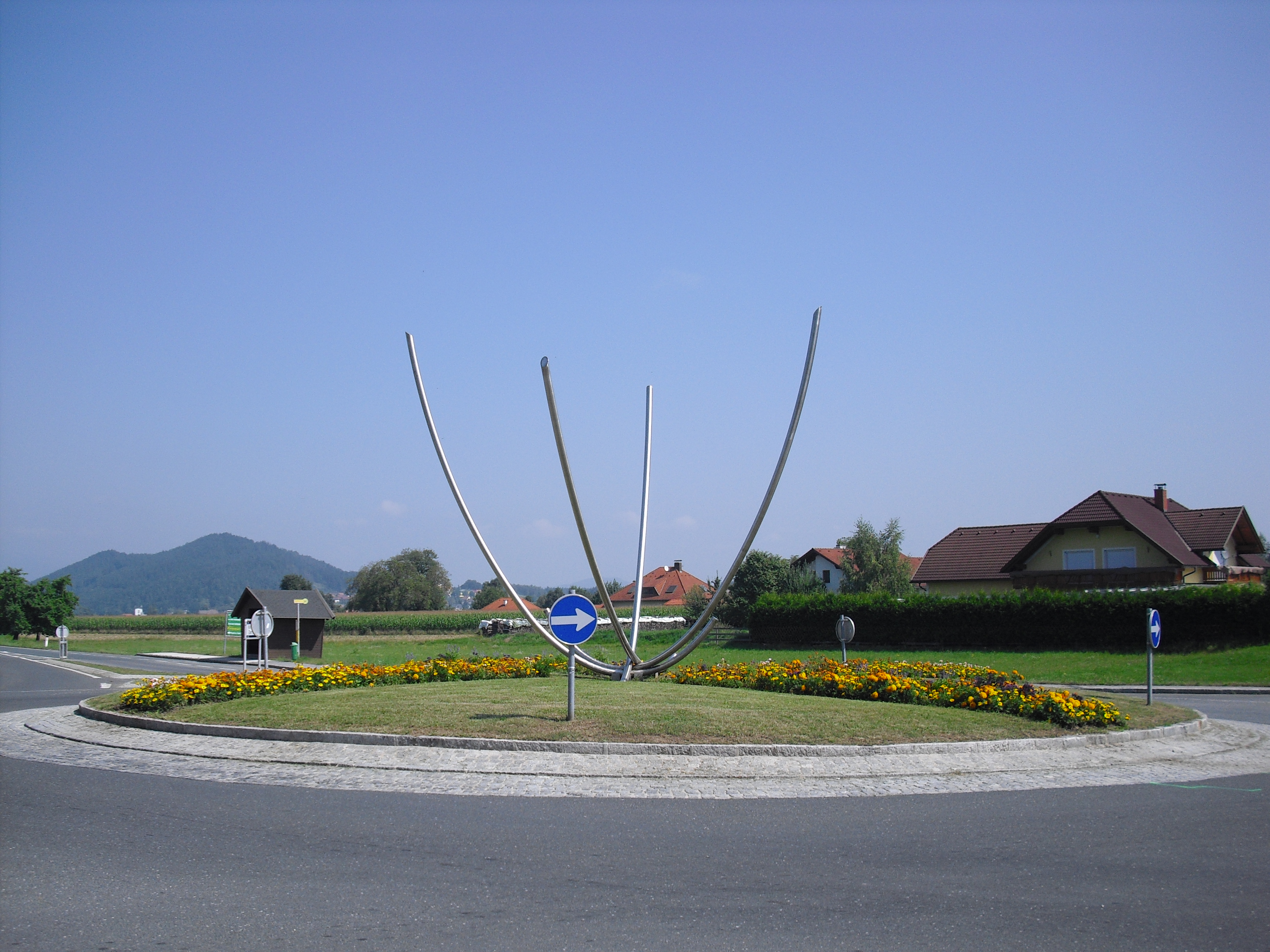
Kreisverkehr Ortseingang

Der Ort ist von der Süd Autobahn A2 Abfahrt Völkermarkt-West bzw. Abfahrt Völkermarkt-Ost über die B 82 Richtung Süden erreichbar.
Im Ortseingang an der B 82 befindet sich ein im Oktober 1999 errichteter Kreisverkehr. Die künstlerische und gärtnerische Gestaltung erfolgte im Jahre 2002. Die Metallskulptur, die eine Rose darstellen soll, wurde von „Jaro-Design“ entworfen. Die Produktion erfolgte durch die Schlosserei Schippel in Eberndorf.

### ÖPNV
Die Buslinie 5416 der ÖBB-Postbus GmbH, verbindet den Ort
- nach Norden mit Kühnsdorf, von wo aus Zugverbindungen nach Klagenfurt und Bleiburg bestehen und Völkermarkt
- nach Süden mit Bad Eisenkappel

### Tourismus
Von großer Bedeutung ist der Sommertourismus. Zentrale Rolle hierbei spielt der nahe gelegene und naturbelassene Gösselsdorfer See.
Darüber hinaus gibt es im Ort mit dem Sonnencamp einen Campingplatz. Das ehemalige Euro Camp existiert nicht mehr.